# 西尔维斯特环形山
西尔维斯特环形山（Sylvester）是月球背面北极附近一座古老的大撞击坑，约形成于39.2-38.5亿年前的酒海纪，其名称取自十九世纪英国数学家詹姆斯·约瑟夫·西尔维斯特（1814年-1897年），1964年被国际天文学联合会批准接受。

## 描述

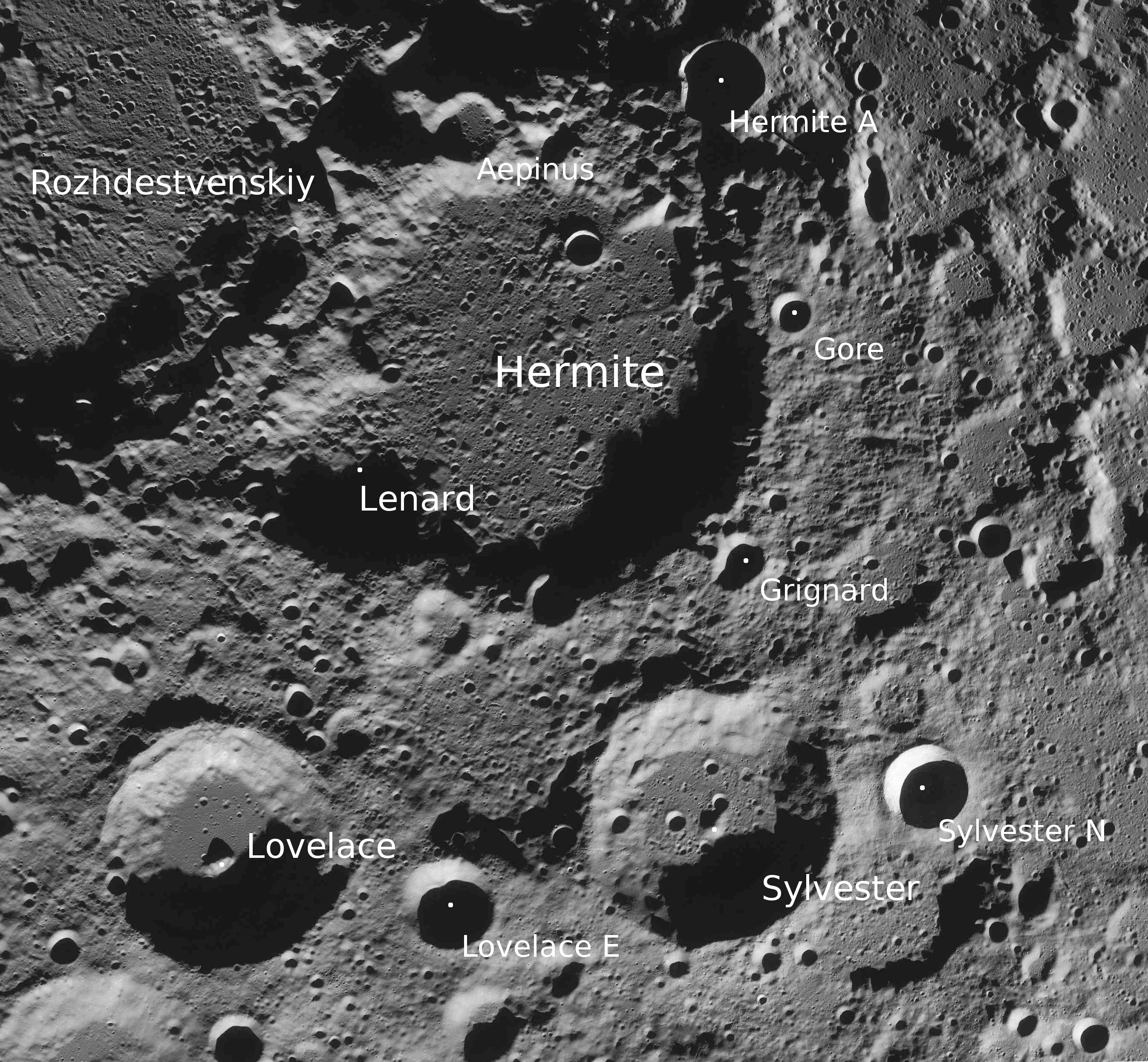
西尔维斯特环形山周的边，月球勘测轨道飞行器拍摄。

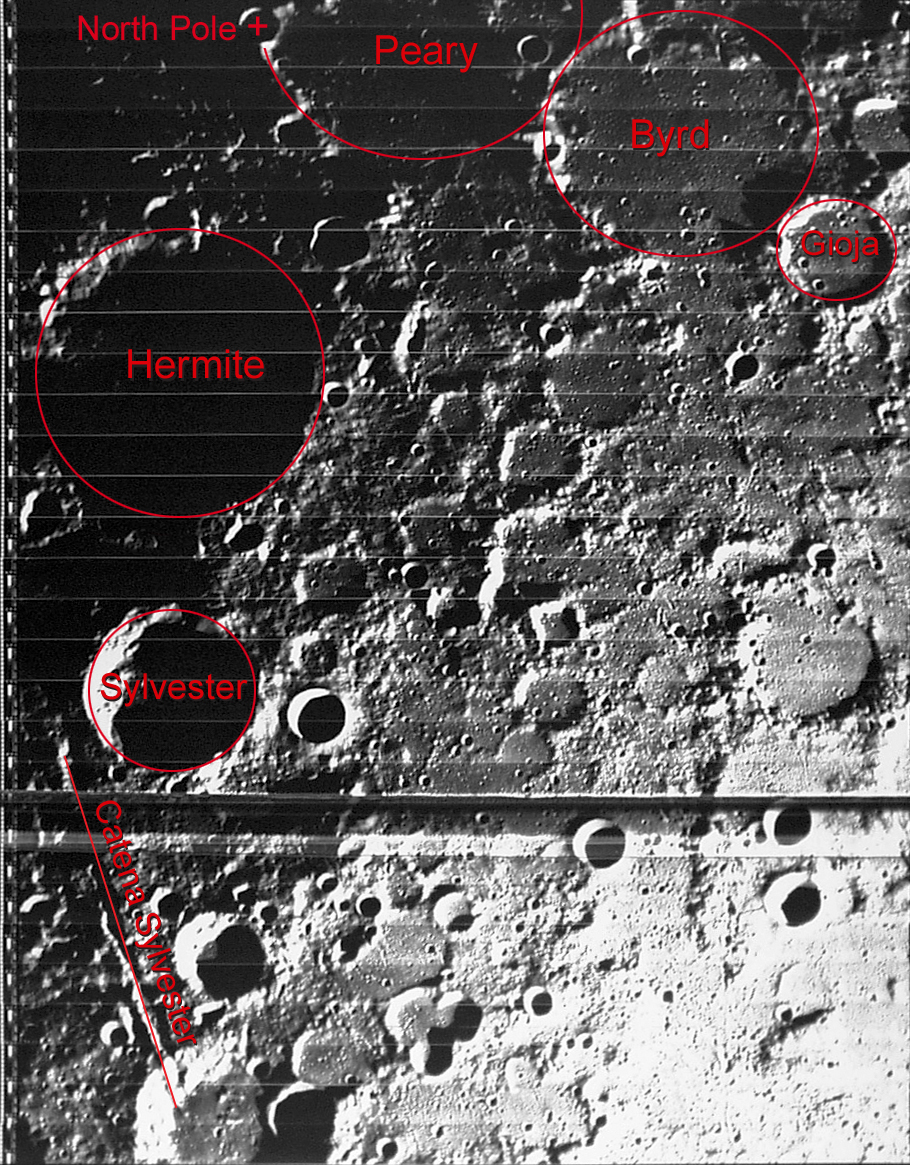
西尔维斯特环形山位于图中左侧偏下，它的上方是埃尔米特环形山，下方为西尔维斯特链坑，月球轨道器4号拍摄。

该陨坑西北与哈伯环形山相接壤，西北偏北及北面坐落了距月球北极不到一座陨坑距离的埃尔米特环形山和格林尼亚陨石坑，帕斯卡环形山和布利安生环形山分别位于它的东南偏南和西南偏南，它的南面则分布着西尔维斯特链坑（Catena Sylvester）。该陨坑中心月面坐标为82°39′N 81°13′W / 82.65°N 81.22°W，直径59.3公里，深度2.98公里。由于所处的位置缘故，阳光只能以极低的角度斜照到该陨坑。
西尔维斯特环形山外观接近圆状，受侵蚀程度一般。坑壁略有磨损，但坑沿仍完整、尖峭，沿东北侧坑壁显示有马鞍形下凹，内侧壁则保存有阶地状结构的残迹，坑壁高出周边地形约1190米，内部容积约为2800立方千米。坑底地表相对平坦，似乎已被熔岩重塑，靠北部分布有数座杯状小陨坑，中心点附近坐落了一座圆形的小中央峰。

## 卫星陨石坑
按惯例，最靠近西尔维斯特环形山的卫星坑将在月图上以字母标注在它的中心点旁边。

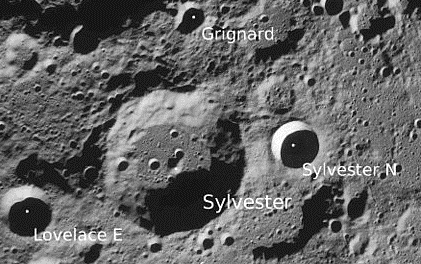
月球勘测轨道飞行器拍摄

| 西尔维斯特 | 纬度    | 经度    | 直径    |
| ---------- | ------- | ------- | ------- |
| N          | 82.4° N | 67.3° W | 20 公里 |

## 参引资料
1. 1 2 3 4  Lunar Impact Crater Database
2. ↑   (PDF).   [2016-11-20]. （原始内容存档 (PDF)于2013-02-20）.
3. ↑  .   [2016-11-20]. （原始内容存档于2021-04-23）.

## 另请参阅
- Andersson, L. E.; Whitaker, E. A. . NASA RP-1097. 1982.
- Blue, Jennifer. . USGS. July 25, 2007  [2007-08-05]. （原始内容存档于2015-05-26）.
- Bussey, B.; Spudis, P. . New York: Cambridge University Press. 2004. ISBN 978-0-521-81528-4.
- Cocks, Elijah E.; Cocks, Josiah C. . Tudor Publishers. 1995. ISBN 978-0-936389-27-1.
- McDowell, Jonathan. . Jonathan's Space Report. July 15, 2007  [2007-10-24]. （原始内容存档于2015-01-12）.
- Menzel, D. H.; Minnaert, M.; Levin, B.; Dollfus, A.; Bell, B. . Space Science Reviews. 1971, 12 (2): 136–186. Bibcode:1971SSRv...12..136M. doi:10.1007/BF00171763.
- Moore, Patrick. . Sterling Publishing Co. 2001. ISBN 978-0-304-35469-6.
- Price, Fred W. . Cambridge University Press. 1988. ISBN 978-0-521-33500-3.
- Rükl, Antonín. . Kalmbach Books. 1990. ISBN 978-0-913135-17-4.
- Webb, Rev. T. W.  6th revised. Dover. 1962. ISBN 978-0-486-20917-3.
- Whitaker, Ewen A. . Cambridge University Press. 1999. ISBN 978-0-521-62248-6.
- Wlasuk, Peter T. . Springer. 2000. ISBN 978-1-85233-193-1.